# Lene Rantala
Lene Rantala (Copenhague, 10 de agosto de 1968) es una exjugadora de balonmano danesa. Consiguió 2 medallas olímpicas de oro.